# スコットレール (ブランド)
スコットレール（スコットレール、英: ScotRail）は、1983年（昭和58年）9月よりスコットランドの旅客列車サービスを運営しているブランドである。

## 歴史
1983年（昭和58年）9月22日に、クリス・グリーンマネージャーの下で、イギリス国鉄のスコットランド地方がスコットランドのイギリス国鉄鉄道網で特有なブランドを提供するために、「スコットレール」の通商名を採用した。
1997年（平成9年）3月にスコットランド地方が民営化したとき、新しい営業権所有者として、ナショナル・エクスプレスがスコットレールブランドを保持していた。
2004年（平成16年）10月に、スコットレールの営業権が「ファースト・スコットレール」の通商名を採用したファーストグループに渡された。
2008年（平成20年）9月に、トランスポート・スコットランドは新しいスコットレールブランドを発表した。
これらは更新が必要になるため、独自の標章を今まで持っていたStrathclyde Partnership for Transport (SPT) に代わる以前の運営も含めて、すべての列車の外装および内装に適用されていた。
営業権所有者に関係なく、スコットレールブランドは駅にも適用され、かつ保持された。
ファーストグループの模様は、各駅で車両ドアおよび1つのサインに関して小さな模様に制限されていた。
スタッフの制服、駅の構内放送および旅客情報システムは、まだファースト・スコットレールとして称していた。
カレドニアン・スリーパー車両はいずれも、現在まで扱われなかった。
それは2015年（平成27年）4月に既存の営業権から分割されたとき、新しい営業権者（サーコ・グループ）がスコットレールブランドを採用するかどうかは、分かっていない。

## 標章
1983年（昭和58年）に形成されたとき、インターシティー・エグゼクティブ標章の軽改訂版に塗装された旅客用機関車および客車車両とともに、既存のイギリス国鉄標章のカスタマイズ版が採用された。
赤いストライプは聖アンデレ十字の青いストライプで置き換えられ、インターシティー名称がスコットレール名称に置き換えた。
ディーゼルおよび電気機関車は、 リージョナル・レイルウェイズ標章の通常版を付けていた。
SPT地域では、鉄道車両はストラスクライドのオレンジに塗装された。
ナショナル・エクスプレスは白、紫、赤および緑の標章を導入していた。
ファーストグループはその企業の青、ピンク、および白の標章を導入していた。
2008年（平成20年）に、白の聖アンデレ十字模様とダークブルーである現在の体系が導入された。